# Dodéca
Dodéca est un préfixe d'origine grecque signifiant douze (12).
En grec, la forme est dṓdeka (δώδεκα) composée de dō, forme préfixale de dúo (δύο) signifiant deux (2), et de déka (δέκα) signifiant dix (10).
- dodécaèdre, solide composé de 12 faces
- dodécagone, figure de géométrie plane : c'est un polygone à 12 sommets et côtés
- le Dodécanèse, archipel de la mer Égée regroupant plus de 160 îles et d'îlots, pour la plupart inhabités. Le nom Dōdekanēsos veut dire « douze (dōdeka) îles (nēsos) »
- dodécaphonisme (ou musique dodécaphonique), technique musicale de composition à douze notes
- dodécapole, association de douze villes
- dodécarchie, nom donné par Hérodote au gouvernement des douze rois qui auraient régné sur l'Égypte aux alentours des années 670-660 avant notre ère
- dodécasyllabe, vers de 12 pieds couramment appelé alexandrin
- dodécathéisme, moderne résurgence de la religion grecque antique
- dodéca-core, processeur contenant 12 cœurs; par exemple le Magny Cours